# اتل لاکی

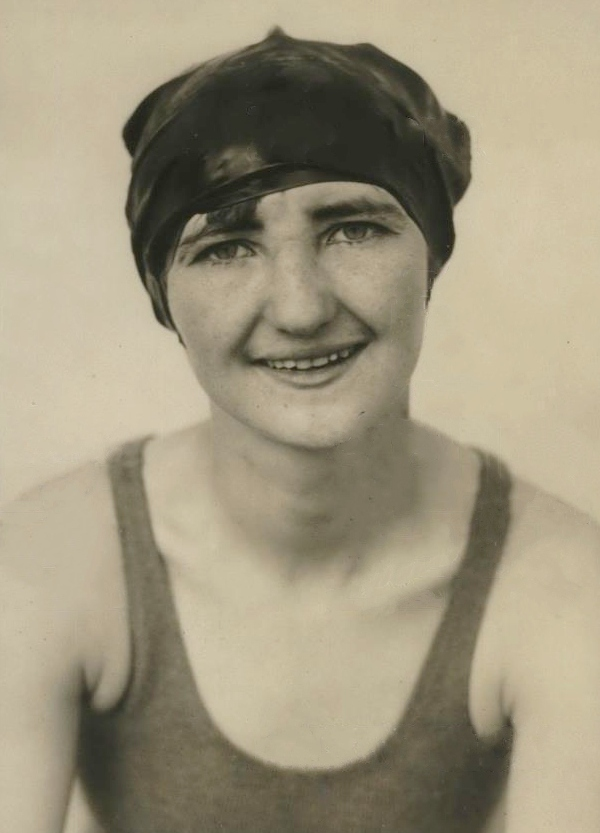
اتل لاکی - ۱۹۲۹

اتل لاکی (به انگلیسی: Ethel Lackie) (زادهٔ ۱۰ فوریهٔ ۱۹۰۷) شناگر اهل ایالات متحده آمریکا است.